# Nazim Hüseynov
Nazim Qalib oğlu Hüseynov (ros. Назим Галибович Гусейнов, Nazim Galibowicz Gusiejnow; lezg. Гьуьсейнрин Гъалибан хва Назим, Gusejnrin Galiban hwa Nazim; ur. 2 sierpnia 1969 w Baku) – azerski judoka lezgińskiego pochodzenia, złoty medalista olimpijski i dwukrotny mistrz Europy.

## Kariera
Zawody w Barcelonie były jego pierwszymi igrzyskami olimpijskimi. Reprezentował on na nich Wspólnotę Niepodległych Państw. Triumfował w najniższej wadze, do 60 kilogramów. W 1991 roku został brązowym medalistą mistrzostw świata jako reprezentant ZSRR. W barwach Azerbejdżanu zdobył srebro mistrzostw świata w 1993 roku, był trzykrotnym medalistą mistrzostw Europy (złoto w 1992 i 1993, srebro w 1994) oraz brał udział w igrzyskach w 1996. Był chorążym ekipy Azerbejdżanu podczas ceremonii otwarcia igrzysk.